# Eski Anhor
Eski Anhor – kanał w Uzbekistanie, zasilający rzekę Kaszka-daria wodami Zarafszanu.
Po raz pierwszy kanał został wykopany w okresie państwa Kuszanów i miał wówczas około 200 km długości. Obecna konstrukcja powstała w latach 50. XX wieku w okresie wzmacniania produkcji bawełny w Uzbekistanie przez władze radzieckie. Jego długość wynosi 184 km.
Woda z kanału wykorzystywana jest wyłącznie w rolnictwie. Służy do nawodnienia obszaru o powierzchni 48 926 ha w wilajecie kaszkadarysjkim w Uzbekistanie. Z Kaszka-darią łączy się w pobliżu miasta Karszy.